# 뉴질랜드 내셔널리그
뉴질랜드 내셔널리그(영어: New Zealand National League)는 뉴질랜드의 축구 리그 시스템의 최상위에 있는 남자 축구 리그이다. 2021년에 창단된 뉴질랜드 내셔널 리그는 뉴질랜드 풋볼 챔피언십이 폐지된 후 설립된 리그로 총 10팀이 참가하며 각 팀은 해당 지역 리그에서 경기를 치룬다. 4팀은 노던 리그에서, 3팀은 센트럴 리그에서, 2팀은 새로 결성된 서던 리그에서 경기하며, 웰링턴 피닉스 FC 리저브는 매년 자동으로 한 자리를 차지한다.
지역 리그는 3월부터 9월까지 진행되며 각 리그마다 경기 수가 다르다. 챔피언십은 각 팀이 서로 한 번씩 플레이하는 지역 리그가 완료된 후 진행되며, 매 시즌마다 두 클럽이 오세아니아의 대륙 대회인 OFC 챔피언스리그에 진출할 자격을 얻는다.

## 진행 방식

지역 리그 위치

대회는 두 단계로 이루어진다. 각 팀이 해당 지역 리그에서 서로 두 번씩 플레이한 후에, 각 지역의 상위 팀이 단일 라운드 로빈 경기를 치른 후 챔피언을 결정하기 위해 그랜드 파이널을 치르는 챔피언십 단계로 이루진다. 각 팀은 최대 4명의 외국인 선수와 오세아니아 축구 연맹에 가입된 국가의 외국인 선수 1명을 추가로 등록시킬 수 있다. 원래 각 팀은 매 경기마다 20세 이하 선수를 최소 2명 이상 선발해야 해야만 하는 규정이 있었다. 해당 규정은 2023년 시즌 전에 20세 이하의 선수가 시즌 내내 플레이 시간의 10%를 차지하도록 시키는 규정으로 변경되었다.

### OFC 챔피언스 리그 진출
매 시즌 내셔널리그에서 챔피언십 결승까지 진출한 두 팀은 대륙 대회인 OFC 챔피언스 리그에 진출할 자격을 얻는다.